# Punta Ageno
Punta Ageno (spanisch) ist eine Landspitze am nordwestlichen Ausläufer der Millerand-Insel in der Marguerite Bay vor der Fallières-Küste des Grahamlands auf der Antarktische Halbinsel.
Argentinische Wissenschaftler benannten sie nach Natalio Ageno, der die Millerand-Insel 1909 als Maschinist auf der argentinischen Korvette Uruguay besucht hatte.